# Мифы Ахеи

## Введение
Мифов Ахайи крайне немного, да и те сохранились в основном у Павсания. В «Каталоге кораблей» Ахайя относится к владениям Агамемнона, кроме западной части, отнесенной к Элиде.

## Царская династия
- Ахей (сын Ксуфа).
- Бура. Дочь Иона и Гелики. По её имени назван город Бура в Ахайе[1].
- Гелика. Дочь Селинунта, жена Иона. Ион назвал её именем город Гелику[2]. en:Helike (mythology)
- Даимен. Сын Тисамена, один из царей Ахайи[3].
- Дамасий. Сын Пенфила, отец Агория[4]. Один из вождей ахейцев, поселившихся в Ахайе[5].
- Ксуф.
- Леонтомен. Сын Тисамена, один из царей Ахайи[3].
- Огиг. Последний царь ахейцев[6]. Ахеяне были недовольны его сыновьями и ввели демократию[7].
- Патрей. Сын Превгена, пришёл из Лакедемона. Не позволил ахейцам селиться в Антии и Месатисе, но окружил Арою более обширными стенами и назвал город Патры[8]. Современник Агиса I, царя Спарты[9]. Могила на площади Патр, там же его статуя в виде мальчика[10].
- Превген.
- Селинунт. (Селин.) Царь эгиалеев. Свою единственную дочь Гелику выдал замуж за Иона[2]. en:Selinus (mythology)
- Спартон. Сын Тисамена, один из царей Ахайи[3].
- Теллид. Сын Тисамена, один из царей Ахайи[3].

## Прочие
- Актор. Сын Гиппаса. Из Пелопоннеса. Аргонавт[11].
- Амфион. Сын Гиперасия/Гипересия (либо Гиппаса). Из Пеллены Ахейской. Аргонавт[12]. Участник состязаний после смерти Кизика[13].
- Антей. Сын Евмела, царя области Патр в Ахайе. Из Аттики сюда пришёл Триптолем. Когда он заснул, Антей захотел запрячь драконов в колесницу Триптолема, но упал с повозки и погиб. В его честь Триптолем и Евмел основали город Антию[14].
- Аргира. Морская нимфа, возлюбленная Селемна. Ручей Аргира рядом с рекой Селемн в Ахайе[15]. Микен. a-ku-ro «серебро»[16].
- Астерий (сын Гипересия). Аргонавт[17].
- Аферион. Ахейский герой. Его статуя в виде мальчика в Патрах[18].
- Болина. Девушка, Аполлон был влюблен в неё. Она, убегая от него, бросилась в море и стала бессмертной. Её именем названа река Болиней и город Болина в Ахайе[19].
- Гиперасий. (Гипересий.) Сын Пеллена, отец Амфиона и Астерия[20]. По версии, отец аргонавта Астериона[21]. Его именем назван город Гипересия.
- Гиппас. Отец аргонавта Актора[22]. По версиям, отец Ифита; либо отец Астериона и Амфиона[23].
- Гипсо. Мать аргонавтов Амфиона и Девкалиона[24].
- Девкалион. Сын Гиперасия и Гипсо, брат-близнец Амфиона. Аргонавт[25].
- Дейпневс. (от слова «пир»). Герой, почитаемый в Ахайе как покровитель пиров[26].
- Дима. Женщина, именем которой, возможно, назван город Дима в Ахайе[27].
- Евмел. Автохтон, жил в области Патр в Ахайе. Получил от Триптолема зерно для посева, основал город Арою, а также город Месатис. Основал город Антию по имени своего погибшего сына Антея[28]. Оплакивал сына в воздухе[29].
- Еврипил (сын Дексамена). По версии, ходил походом с Гераклом на Илион и получил ларец, с которым связывают рассказ о прекращении жертвоприношений[30] (см. Еврипил (сын Евемона)).
- Кельбид. Пришёл из Ким в стране опиков и основал город Трития в Ахайе (по версии)[31].
- Кефей. Из Ахайи. Участник Троянской войны, после неё поселился на Кипре с жителями из Олена, Димы и Буры[32].
- Комето. Из Арои (Ахайя). Была жрицей Артемиды Трикларии. Меланипп влюбился в неё, и они насладились любовью в храме. Гнев Артемиды обрушился на город, и по речению Пифии их принесли в жертву Артемиде[33]. См. en:Comaetho
- Меланипп.[34] Сын Ареса и Тритии. Основал город Трития в Ахайе[31].
- Меланипп (из Ахайи).
- Пеллен. (Пеллес.) Сын Форбанта, внук Триопа. Из Аргоса. Его именем назван город Пеллена в Ахайе. Отец Гипересия[35].
- Селемн. Юноша Селемн пас стада, морская нимфа Аргира ночевала с ним. Когда он повзрослел, нимфа перестала навещать его. Одинокий Селемн умер от любви, и Афродита превратила его в реку[15].en:Selemnos
- Сострат. Мальчик, возлюбленный Геракла, умер. Геракл воздвиг ему погребальный холм и принес в жертву часть волос. Могила недалеко от города Дима (Ахайя), ему приносят жертвы[36]. В одной из найденных метрических надписей прославляется любимец Геракла Полистрат, возможно, они спутаны[37].
- Трития. Дочь Тритона. Была жрицей в храме Афины. Родила от Ареса Меланиппа, который основал город Трития в Ахайе[31].
- Фтия. Девушка из Эгии в Ахайе. Когда Зевс полюбил её, он превратился в голубя[38].

### Олен
- Гелика. Дочь Олена, кормилица Зевса (по ахейской версии), её именем назван город в Ахайе[39]. en:Helike (mythology)
- Дексамен (сын Ойкея).
- Ойкей. (Ойкиад.) Отец Дексамена из Ахайи, его именем назван город Ойкиада[40].
- Олен. Сын Гефеста. Его дочери Эга и Гелика стали кормилицами Зевса[39]. (возможно, имеется в виду Олен в Этолии)
- Эга. Дочь Олена, кормилица Зевса. Её именем назван город Эга в Фессалии, а также созвездие Козы[39].

## Топонимы
- Керинея. Городок в Ахайе. Возможно, получил имя от местного властителя[41].
- Крий. Река в Ахайе. Названа от титана Крия[42].
- Олен. Город в Ахайе[43]. На берегу реки Пир, между Димой и Патрами (Павсаний). См. Эсхил. Главк Морской, фр.284 Радт («Олен утесистый»). У Гомера причисляется к Элиде.
- Пиер=Пир. Река в Ахайе[44].
- Селемн. Река в Ахайе.
- Селинунт. Река в Ахайе[45].
- Эгиал. «Прибрежье». Прежнее название Ахайи, по имени царя Сикионии[46]. Эгиалеи (микен. a3-ki-a2-ri-jo «живущие на берегу реки»[47]).

См. также:
- Зевс. По версии, вскормлен козой в Ахайе.
- Ахейцы. По версии, перед походом на Трою совещались в Эгионе (Ахайя).
- Макарей (царь Лесбоса). Из Олена переселился на Лесбос.
- Кикн. По версии, Геракл сражался с ним в Итоне (Ахайя).
- Комет (сын Тисамена). Ушел на кораблях в Азию.
- Дионис Эсимнет. Находился в ларце в Патрах.
- Агорий. Переселился из Гелики в Элиду.
- Тисамен. Победил ионийцев в битве.